# Chris Rainbow
Chris Rainbow geboren Christopher James Harley (Glasgow, 18 november 1946 – 25 februari 2015) was een Schots zanger. Naast zanger was hij ook eerst schilder.
Rainbow nam deze naam aan omdat in het begin van zijn muzikale carrière niet aangezien wilde worden voor die andere beroemde Harley destijds, Steve Harley van Cockney Rebel. Hij begon bij de bandjes Hope Street en The Dream Police. Hij zong in de jaren 70 twee kleine (Britse) solohitjes bij elkaar Give Me What I Cry For en Solid State Brain. Daarnaast zong hij op albums van The Alan Parsons Project, de albums van Eve tot Gaudi dragen zijn naam en ook Eric Woolfsons Freudiana uit 1990 vermeldde zijn naam.
Vervolgens komt hij bij Camel terecht en nam met hun The Single Factor en Stationary Traveller op. De tournee van Traveller bracht hem in contact met Ton Scherpenzeel (traden ook samen met Camel op in Haarlem), die hem later inschakelde voor zijn muziekalbum Heart of the universe (1984). Ondertussen leende hij zijn stem aan radiojingles bij Capital Radio onder meer aan de shows van Kenny Everett.
Later was hij nog even betrokken bij de Schotse Gaelic band Runrig. Hij heeft zijn laatste jaren een teruggetrokken bestaan geleid als eigenaar van een muziekstudio op het eiland Skye.
In Nederland haalt alleen zijn single Living in the world today de tipparade van de Top 40 (midden 1977); het staat op Looking over My Shoulder.

## Discografie
- 1975: Home of the Brave
- 1978: Looking over My Shoulder
- 1979: White Trails
- 198?: The Instrumental Chris Rainbow UK mini-LP
- 2002: Unreleased & demo tracks, 1973-1983